# La Umbría (Murcia)
La Umbría es una pedanía del municipio de Abanilla, Murcia
Se ubica al E del municipio, haciendo frontera con la Comunidad Valenciana. Se ubica sobre un valle formado por el río Chícamo y las ramblas de Canelas y del Agudo; y bajo la sierra de Abanilla. Para llegar al pueblo, se accede por una pista que sale de la carretera municipal MU-9-A; a las cercanías del templo budista de Abanilla. Las casas de la Umbría se distribuye por el río Chícamo, bajo un monte de una altura cercana a los 463 metros. Lo único interesante de la pedanía, es por estar en un entorno natural; en que podemos destacar el río Chicamo, las ramblas de Canelas y del Agudo; y el bosque de coníferas de Calderones del Agudo. El propio pueblo se ubica sobre los restos de un río que desembocaba en el Mediterráneo en forma de delta.
Vive en la Umbría unos 7 habitantes.